# Almoloya de Alquisiras
Almoloya de Alquisiras es una localidad del Estado de México, cabecera del Municipio de Almoloya de Alquisiras. En el censo de 2020 la localidad tenía 3158 habitantes.

## Toponimia
El antiguo nombre de Almoloya de Alquisiras, es Amoloyan, topónimo de origen náhuatl en donde se fundó la actual población y significa Lugar donde se mana el agua. El apellido es honor Pedro Ascencio de Alquisiras, héroe e insurgente la independencia de México.